# Финале Светског првенства у фудбалу 1974.
Финале Светског првенства 1974. је била фудбалска утакмица између Холандије и Западне Немачке да би се одредио победник Светског првенства 1974. године. Западна Немачка је победила резултатом 2−1. Холандија је почела меч голом са пенала који је постигао Јохан Нескенс у другом минуту, да би Паул Брајтнер изједначио са још једног пенала у 25. минуту пре него што је Герд Милер постигао победоносни гол у 43. минуту, чиме је Западна Немачка освојила своје друго Светско првенство.
Петорица немачких играча (Сеп Мајер, Франц Бекенбауер, Волфганг Оверат, Јирген Грабовски и Хорст Дитер Хетгес) постали су први у историји који су освојили златну, сребрну и бронзану медаљу на Светском првенству у фудбалу.

## Пут до финала
| Тим       | Од. | Д | Н | И | ДГ | ПГ | ГР | Бод. |
| --------- | --- | - | - | - | -- | -- | -- | ---- |
| Холандија | 3   | 2 | 1 | 0 | 6  | 1  | +5 | 5    |
| Шведска   | 3   | 1 | 2 | 0 | 3  | 0  | +3 | 4    |
| Бугарска  | 3   | 0 | 2 | 1 | 2  | 5  | −3 | 2    |
| Уругвај   | 3   | 0 | 1 | 2 | 1  | 6  | −5 | 1    |

| Тим             | Од. | Д | Н | И | ДГ | ПГ | ГР | Бод. |
| --------------- | --- | - | - | - | -- | -- | -- | ---- |
| Источна Немачка | 3   | 2 | 1 | 0 | 4  | 1  | +3 | 5    |
| Западна Немачка | 3   | 2 | 0 | 1 | 4  | 1  | +3 | 4    |
| Чиле            | 3   | 0 | 2 | 1 | 1  | 2  | −1 | 2    |
| Аустралија      | 3   | 0 | 1 | 2 | 0  | 5  | −5 | 1    |

| Тим             | Од. | Д | Н | И | ДГ | ПГ | ГР | Бод. |
| --------------- | --- | - | - | - | -- | -- | -- | ---- |
| Холандија       | 3   | 3 | 0 | 0 | 8  | 0  | +8 | 6    |
| Бразил          | 3   | 2 | 0 | 1 | 3  | 3  | 0  | 4    |
| Западна Немачка | 3   | 0 | 1 | 2 | 1  | 4  | −3 | 1    |
| Аргентина       | 3   | 0 | 1 | 2 | 2  | 7  | −5 | 1    |

| Тим             | Од. | Д | Н | И | ДГ | ПГ | ГР | Бод. |
| --------------- | --- | - | - | - | -- | -- | -- | ---- |
| Западна Немачка | 3   | 3 | 0 | 0 | 7  | 2  | +5 | 6    |
| Пољска          | 3   | 2 | 0 | 1 | 3  | 2  | +1 | 4    |
| Шведска         | 3   | 1 | 0 | 2 | 4  | 6  | −2 | 2    |
| Југославија     | 3   | 0 | 0 | 3 | 2  | 6  | −4 | 0    |

## Утакмица

### Резиме
Западну Немачку је предводио Франц Бекенбауер, док су Холанђани имали своју звезду Јохана Кројфа и свој Тотални фудбалски систем, који је запањио конкуренцију. Почетак меча је одложен пошто је теренско особље на стадиону уклонило корнер заставице за церемонију затварања турнира (која је претходила финалу), али је онда заборавило да их врати. Само минут након почетка утакмице, Ули Хенес је оборио Кројфа у шеснаестерцу Западне Немачке, а Холанђани су повели из пенала који је извео Јохан Нескенс. Западна Немачка се мучила да се опорави, али је у њихову корист досуђен пенал у 25. минуту након што је Бернд Холценбајн фаулиран у оквиру холандског шеснаестерца. Паул Брајтнер је преузео одговорност за ударац и постигао погодак. Ова два пенала су била прва досуђена у финалима Светског првенства. Западна Немачка је почела да напада, а погодак је уследио у 43. минуту преко Герда Милера.
Испоставило се да је то био последњи Милеров гол за тим Западне Немачке, пошто се после турнира повукао из међународног фудбала. Док су тимови напуштали терен на полувремену, Кројф је добио жути картон због свађе са судијом.
У другом полувремену виђене су шансе на обе стране. Милер је мислио да је постигао гол када је убацио лопту у мрежу, да би га поништио линијски судија који је означио офсајд. У 85. минуту Холценбајн је поново пао на земљу у холандском шеснаестерцу, али судија Тејлор није веровао да је у питању фаул. Када се чуо последњи звиждук, Западна Немачка је била проглашена светским шампионом 1974, две године након европске титуле 1972. године. Ово је био једини случај да су актуелни европски шампиони освојили Светско првенство све док Шпанија није поновила тај подвиг 2010, иако је Француска такође држала оба трофеја у исто време освојивши Светско првенство 1998. након чега је уследило Европско првенство 2000. године.
Бразилац Жоао Авеланж (председник ФИФА од 1974. до 1998) изнео је неосновану тврдњу да су Светска првенства 1966. и 1974. била намештена тако да Енглеска и Западна Немачка победе.
Берти Фогтс, који је тада играо за Западну Немачку, изјавио је 1997. да је пенал додељен Западној Немачкој био неоправдан. Ипак, он остаје једини у тиму који је то желео да прокоментарише.

### Детаљи
| Холандија         | 1–2 | Западна Немачка                 |
| ----------------- | --- | ------------------------------- |
| Нескенс 2’ (пен.) |     | Брајтнер 25’ (пен.) · Милер 43’ |

| Холандија | Западна Немачка |

| Г            | 8  | Јан Јонгблуд       |     |     |
| О            | 20 | Вим Сурбир         |     |     |
| О            | 17 | Вим Рејсберген     |     | 69’ |
| О            | 2  | Ари Хан            |     |     |
| О            | 12 | Руд Крол           |     |     |
| С            | 6  | Вим Јансен         |     |     |
| С            | 13 | Јохан Нескенс      | 40’ |     |
| С            | 3  | Виљем ван Ханегем  | 23’ |     |
| Н            | 16 | Џони Реп           |     |     |
| Н            | 15 | Роб Ренсенбринк    |     | 46’ |
| Н            | 14 | Јохан Кројф (к)    | 45’ |     |
| Измене:      |    |                    |     |     |
| Г            | 18 | Пит Схрејверс      |     |     |
| О            | 5  | Ринус Израел       |     |     |
| С            | 7  | Тео де Јонг        |     | 69’ |
| С            | 10 | Рене ван де Керкоф |     | 46’ |
| Н            | 9  | Пит Кејзер         |     |     |
| Селектор:    |    |                    |     |     |
| Ринус Михелс |    |                    |     |     |

| Г          | 1  | Сеп Мајер             |    |
| О          | 2  | Берти Фогтс           | 4’ |
| О          | 5  | Франц Бекенбауер (к)  |    |
| О          | 4  | Ханс-Георг Шварценбек |    |
| О          | 3  | Паул Брајтнер         |    |
| С          | 16 | Рајнер Бонхоф         |    |
| С          | 12 | Волфганг Оверат       |    |
| С          | 14 | Ули Хенес             |    |
| Н          | 9  | Јирген Грабовски      |    |
| Н          | 17 | Бернд Холценбајн      |    |
| Н          | 13 | Герд Милер            |    |
| Измене:    |    |                       |    |
| Г          | 21 | Норберт Нигбур        |    |
| О          | 6  | Хорст Дитер Хетгес    |    |
| С          | 8  | Бернхард Кулман       |    |
| С          | 15 | Хајнц Флохе           |    |
| Н          | 11 | Јуп Хајнкес           |    |
| Селектор:  |    |                       |    |
| Хелмут Шен |    |                       |    |

| Помоћне судије: Рамон Барето (Уругвај) Алфонсо Гонзалес Арчундиа (Мексико) | Правила - 90 минута - 30 минута продужетка ако је потребно - Доигравање ако је и даље нерешено - Наведено је пет измена, од којих се две могу користити |